# Stictocephala
Stictocephala (лат.) — род равнокрылых насекомых из семейства горбаток (Membracidae). Неарктика и Неотропика.

## Распространение
Встречаются в Южной и Северной Америке. Интродуцированы в Палеарктику.

## Описание
Длина тела около 1 см (от головы до вершины крыла средняя: 4,0—6,9 мм или большая: 7,0 мм и более). Фронтоклипеус: форма округлая, эллиптическая или ромбовидная; он выпуклый или утолщённый в передней части. Пронотум: доминирующий цвет тёмный, часто коричневый или чёрный, или светлый, часто зелёный или жёлтый. Оцеллии равноудалены друг от друга и от глаз или ближе друг к другу, чем к глазам.

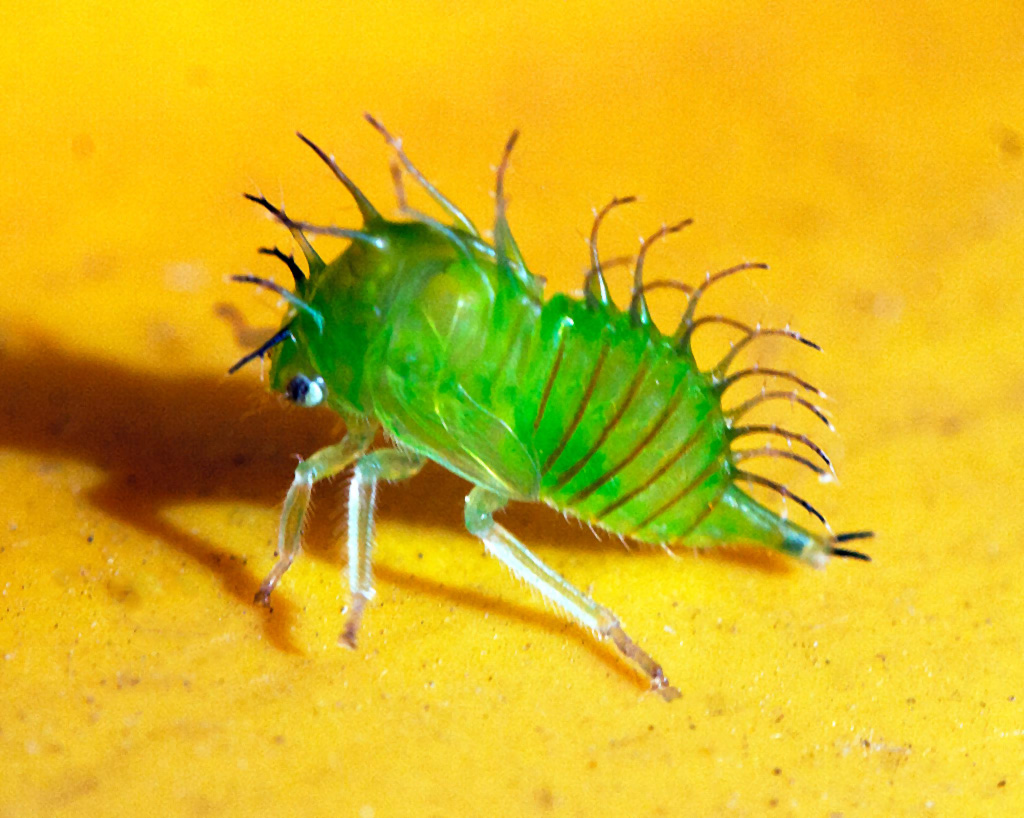
Нимфа Stictocephala sp.

## Классификация
Известно около 20 видов. Большинство представителей этого рода рассматривались в роде Ceresa до ревизии рода Колдуэллом в 1949 году. Представители этого рода отличаются тем, что мужские генитальные стили овальные или круглые в поперечном сечении и заостренные в верхней части. Эдеагус имеет длинное, узкое, субапикальное и функциональное отверстие с заостренным задним рычагом. Это самый крупный род трибы Ceresini в Северной Америке.
- Stictocephala albescens (Van Duzee, 1908)[12]
  - =Ceresa bubalus Fitch, 1851[13]
  - =Ceresa albescens Van Duzee, 1908
- Stictocephala alta (Walker, 1851)[10]
  - =Thelia constans Walker, 1851
- Stictocephala basalis (Walker F., 1851)[14]
  - =Ceresa basalis Walker, 1851
  - =Ceresa melanogaster Osborn, 1893
  - =Stictocephala semibrunnea Buckton, 1902
  - =Ceresa turbida Goding, 1893
- Stictocephala bisonia Kopp & Yonke, 1977[15]
  - =Ceresa bubalus (Brimley, 1938) non Fabricius, 1794
- Stictocephala brevicornis (Fitch, 1856)
- Stictocephala brevis (Walker F., 1851)
- Stictocephala brevitylus (Van Duzee, 1908)
- Stictocephala diceros (Say, 1824)
- Stictocephala diminuta Van Duzee, 1908
- Stictocephala lutea (Walker, F., 1851)
- Stictocephala militaris (Gibson, E.H. & Wells, 1917)
- Stictocephala nervosa Buckton, 1903
- Stictocephala ornithisca Remes Lenicov, 1978[16]
- Stictocephala palmeri (Van Duzee, 1908)
- Stictocephala stimulea (Van Duzee, 1909)
- Stictocephala substriata Walker, F., 1851
- Stictocephala taurina (Fitch, 1856)
  - =Ceresa illinoiensis Goding, 1893
  - =Membracis taurina Harris, 1835
  - =Ceresa taurina Fitch, 1856[17]
  - =Caresa [sic] tuarina [sic] (Fitch, 1856)
- Stictocephala tauriniformis Caldwell, 1949[7]
  - =Stictocephala taurinaformis [sic] Caldwell, 1949
- Stictocephala terminalis (Walker, 1851)
- Stictocephala viridis Goding, 1892